# Silene bellidioides
Silene bellidioides là loài thực vật có hoa thuộc họ Cẩm chướng. Loài này được Sond. miêu tả khoa học đầu tiên.